# Ольшава (притока Лаборця)
Ольшава (словац. Olšava) — річка в Словаччині, ліва притока Лаборця, протікає в окрузі Меджилабірці.
Довжина — 11.8 км. Витік знаходиться в масиві Лаборецька Верховина — на висоті 640 метрів. Протікає територією села Чабини.
Впадає у Лаборець на висоті 238 метрів.